# ORP Generał Kazimierz Pułaski
ORP Generał Kazimierz Pułaski là một trong hai tàu frigate lớp Oliver Hazard Perry được trang bị tên lửa dẫn đường của Hải quân Ba Lan.  Trước đó, tàu này phục vụ trong biên chế Hải quân Hoa Kỳ dưới tên USS Clark, sau khi được chuyển giao cho Ba Lan tàu được đổi theo tên Kazimierz Pułaski, một anh hùng trong chiến tranh Cách mạng Hoa Kỳ và đồng thời là anh hùng độc lập của Ba Lan.
Clark được loại biên vào ngày 15 tháng 3 năm 2000. Trong cùng ngày đó, tàu được chuyển giao cho Ba Lan. Tàu được trang bị hai động cơ LM-2500 gas turbines của General Electric và hai đơn vị đẩy phụ 350 sức ngựa (261 kW) chạy bằng điện.
Tàu được đổi tên vào ngày 25 tháng 6 năm 2000 trong một buổi lễ có sự tham dự của Madeleine Albright. Chỉ huy Marian Ambroziak là Sĩ quan Ba Lan chỉ huy đầu tiên của tàu. Generał Kazimierz Pułaski có cảng nhà đặt tại Gdynia (Oksywie), và đã tham gia nhiều cuộc tập trận chung với NATO ở Baltic.